# Fuirena ponmudiensis
Fuirena ponmudiensis är en halvgräsart som beskrevs av N. Ravi och Anil Kumar. Fuirena ponmudiensis ingår i släktet Fuirena och familjen halvgräs. Inga underarter finns listade i Catalogue of Life.